# Caogang
Caogang (kinesiska: 曹岗, 曹岗乡) är en socken i Kina. Den ligger i provinsen Henan, i den centrala delen av landet, omkring 86 kilometer öster om provinshuvudstaden Zhengzhou. Antalet invånare är 31 547. Befolkningen består av 15 302 kvinnor och 16 245 män. Barn under 15 år utgör 23,0 %, vuxna 15-64 år 68 %, och äldre över 65 år 8,0 %.
Genomsnittlig årsnederbörd är 702 millimeter. Den regnigaste månaden är juli, med i genomsnitt 190 mm nederbörd, och den torraste är januari, med 5 mm nederbörd.